# Koindu
Koindu é uma cidade da Serra Leoa.